# Hista fabricii
Hista fabricii is een vlinder uit de familie Castniidae. De wetenschappelijke naam van de soort werd, als Castnia fabricii, in 1823 door William Swainson gepubliceerd.
De soort komt voor in het Neotropisch gebied in Brazilië en Bolivia.

## Ondersoorten
- Hista fabricii fabricii
- Hista fabricii boisduvalii (Walker, 1854)
  - = Castnia boisduvalii Walker, 1854
  - = Castnia herrichii Herrich-Schäffer, 1854
  - = Castnia ciela Herrich-Schäffer, 1855
  - = Castnia besckei Ménétriés, 1857
  - = Castnia boisduvali Schaufuss, 1870 non Castnia boisduvali Walker, 1854
- Hista fabricii papagaya (Westwood, 1877)
  - = Castnia papagaya Westwood, 1877
  - = Castnia papagaya f. grandensis Strand, 1913
  - = Castnia similis Röber, 1927
  - = Castnia boisduvalii f. interrupta Spitz, 1930